# Franz Albert Seyn
Franz Albert Seyn (russe : Франц Альберт Александрович Зейн, Frants Albert Alexandrovich Zeyn ; né le 27 juillet 1862 à Vitebsk et mort en été 1918 à Pétrograd) est un général russe et gouverneur général de Finlande.

## Carrière militaire
Franz Seyn naît dans la région de Vitebsk de l'actuelle Biélorussie. La famille de son père est à l'origine une famille noble d'ascendance allemande et de religion luthérienne qui s'est installée dans l'Empire russe. Il étudie au Corps des cadets de Polotsk et entre en service le 1er septembre 1879. En 1882, il est diplômé de l'École d'artillerie Michel. Le 7 août 1882, il est entre comme sous-lieutenant dans la 38e brigade d'artillerie. Le 1er août 1885, il est promu lieutenant. En 1886, il entre à l'École militaire d'état-major Nicolas, en 1889 il en sort diplômé. Seyn sert comme lieutenant à Kiev.
En 1890, il est transféré à Helsingfors, où il est promu capitaine. Après un an en tant que commandant de compagnie du régiment d'infanterie de Krasnoïarsk, Seyn retourne en Finlande en 1895, promu lieutenant-colonel. En décembre 1899, il est promu colonel au poste de chef d'état-major du régiment de tireurs d'élite finlandais.

## Carrière politique

### Première période de russification
En novembre 1900, le gouverneur général de Finlande, Nikolaï Bobrikov, le nomme chef de son cabinet.
À ce poste, Franz Seyn a été l'un des plus importants exécutants de la première période de russification de la Finlande. Il doit retourner à Saint-Pétersbourg au début de 1906 lorsque la russification subit temporairement une défaite. l'été 1906, il est nommé gouverneur du gouvernement de Grodno.

### Deuxième période de russification
La russification reprend lorsque Piotr Stolypine est nommé premier ministre de Russie en 1906. La législation russe prend de l'importance dans le gouvernement du grand-duché de Finlande. Cette réforme est conduite par Franz Seyn, qui est nommé vice-gouverneur général de Finlande par l'empereur Nicolas II en novembre 1907 sur la recommandation du premier ministre Stolypine.
Le gouvernement de Stolypine exige des mesures plus strictes pour éradiquer le séparatisme finlandais, et en conséquence, les gouverneurs généraux qui ont pris en compte les droits finlandais, Woldemar von Boeckmann et Nikolaï Nikolaïevitch Gerhard, doivent partir lorsque Franz Seyn, qui a préconisé une ligne stricte de russification, devient gouverneur général de Finlande en novembre 1909.
Franz Seyn sera gouverneur général de Finlande de 1909 à 1917, pendant la majeure partie de la deuxième période de russification. Les mesures de russification sont reprises.
Le premier signe visible est la nomination du sénat des amiraux. On discute du caractère finlandais du vice-président du ministère des Finances, du général de division Vladimir Markov, et de plusieurs autres sénateurs.
Pehr Evind Svinhufvud, un ferme partisan de la Constitution, qui est élu à plusieurs reprises président du Parlement, devient un fervent défenseur des droits finlandais et en même temps un adversaire de premier plan de Franz Seyn. En 1910, une grande partie des prérogatives législatives finlandaises sont transférées à la assemblée fédérale de Russie en vertu de la loi sur la législation nationale.
En 1912, la loi sur l'égalité est ratifiée, garantissant aux citoyens russes les mêmes droits en Finlande que les Finlandais. En 1913, lorsque Vladimir Markov devient secrétaire d'État, le Russe Constantin Kazanski devient procureur de Finlande, c'est-à-dire l'officier suprême des forces de l'ordre. En vertu de la nouvelle loi sur l'égalité, ces nominations sont désormais légales.

### Révolution de février
Selon le grand programme de russification approuvé par l'empereur en septembre 1914, l'autonomie de la Finlande doit prendre fin complètement et la Finlande devenir une province sous gouvernement central. Un mouvement des Jägers finlandais est lancé dans le cadre de la résistance. La russification durera jusqu'à la Révolution de février 1917.
Le gouvernement provisoire russe a promis de défaire la russification contre la Finlande, mais les Finlandais vivant à Pétrograd considèrent cela comme impossible tant que Franz Seyn et Mikhaïl Borovitinov seront en poste.
Le 16 mars 1917, le gouvernement provisoire envoie l'ordre à l'amiral Nepenine, commandant de la flotte de la Baltique à Helsingfors, de les arrêter. Nepenine convoque Seyn et Borovitinov pour une « négociation importante » sur son navire et les arrête à leur arrivée.
Seyn et Borovitinov sont ensuite amenés par train à Pétrograd, où ils ont ensuite été relâchés. Franz Seyn a demandé en vain une pension aux États finlandais et russe. Les derniers jours de Franz Seyn ne sont pas connus avec exactitude, mais on sait qu'il est assassiné par les bolcheviques à Pétrograd ou à Kronstadt durant l'été 1918, peut-être par noyade dans le golfe de Finlande,.